# Thomas Hobbes
Thomas Hobbes (Westport (Wiltshire), 5 april 1588 – Hardwick Hall (Derbyshire), 4 december 1679) was een Engels filosoof.
Hobbes geldt als een van de grondleggers van de moderne politieke filosofie. Zijn in 1651 verschenen boek Leviathan legde vanuit het perspectief van de sociaalcontract-theorie de basis voor de moderne westerse politieke filosofie. In dit werk ontwikkelde Hobbes een theorie van het absolutisme. Zijn verhaal van de menselijke natuur als samenwerking uit eigenbelang, en van politieke gemeenschappen als gebaseerd op een "sociaal contract" geldt ook heden ten dage als een van de belangrijkste onderwerpen van de politieke filosofie.
Aan de ene kant geldt Hobbes als een kampioen van het absolutisme voor de soeverein, maar aan de andere kant ontwikkelde hij ook een paar van de grondslagen van het Europese liberale gedachtegoed: het recht van het individu; de natuurlijke gelijkwaardigheid van alle mensen; het kunstmatige karakter van de politieke orde (wat leidde tot het latere onderscheid tussen burgermaatschappij en de staat); het standpunt dat alle legitieme politieke macht "representatief" moest zijn en gebaseerd op instemming door het volk; en een liberale interpretatie van de wet die de mensen vrij laat om alles te doen wat de wet niet expliciet verbiedt.
In de theologie is zijn opvatting dat zowel de mens, God, de Hemel als de Hel uit stof en beweging bestaan en om die reden aan dezelfde natuurwetten gehoorzaamt als andere stoffelijke zaken zeer invloedrijk gebleken.
Behalve aan de politieke filosofie en de theologie heeft Hobbes ook bijgedragen aan andere vakgebieden, waaronder geschiedenis, de natuurkunde van gassen, de ethiek en de filosofie in het algemeen.

## Levensloop

### Jeugd
Thomas Hobbes werd op 5 april 1588 geboren in Westport, nu onderdeel van Malmesbury in het Engelse graafschap Wiltshire. Naar verluidt zou hij voortijdig zijn geboren toen zijn moeder van de komende invasie door de Spaanse Armada hoorde. Hobbes vertelde later dat "mijn moeder van een tweeling beviel: ikzelf en de angst." Over zijn jeugd is zo goed als niets bekend. Zelfs de naam van zijn moeder is niet bewaard gebleven. Zijn vader, die ook Thomas heette, was dominee in Charlton en Westport. Hobbes had een twee jaar oudere broer Edmund, en een zus.
Zijn vader had een oudere broer, Francis Hobbes, een rijke koopman die zelf geen kinderen had. Zijn vader moest zijn vrouw, twee zoons en dochter in de steek laten, toen hij gedwongen werd naar Londen te vluchten, nadat hij buiten zijn eigen kerk betrokken was geraakt bij een vechtpartij met een andere predikant. Hij liet zijn gezin achter onder de hoede van zijn oudere broer. Hobbes werd vanaf vierjarige leeftijd opgeleid in de kerk van Westport; daarna bezocht hij eerst de grammarschool in Malmesbury en vervolgens een particuliere school, die geleid werd door Robert Latimer, een afgestudeerde van de universiteit van Oxford.

### Studie in Oxford en Cambridge
Rond 1603 werd hij toegelaten tot de Universiteit van Oxford, waar hij Magdalen Hall bezocht. Dit instituut is nauw verbonden aan Hertford College. Het hoofd, John Wilkinson, was een puritein, die Hobbes tot op zekere hoogte beïnvloedde.
Op de universiteit lijkt Hobbes zijn eigen curriculum te hebben gevolgd; hij voelde zich naar eigen zeggen "niet aangetrokken tot de scholastiek". Later zou hij zich ook kritisch uitlaten over de rol van Aristoteles in (het onderwijs in) de filosofie. Hij vervolgde zijn studie aan het St John's College van de Universiteit van Cambridge, waar hij in 1608 zijn B.A. behaalde. Desondanks werd hij door Sir James Hussey aanbevolen als tutor van William, de zoon van William Cavendish, 2e graaf van Devonshire, baron van Hardwick. Met deze aanstelling begon een levenslange band met het adellijke geslacht Cavendish.

### In dienst van de familie Cavendish
Hij begeleidde William Cavendish op diens reizen ('grand tour'). Deze reizen boden Hobbes de gelegenheid zich verder te ontwikkelen en gaven hem de gelegenheid contacten in het buitenland te leggen. Nadat zijn werkgever was gestorven, vond Hobbes opnieuw werk als tutor; nu van de zoon van Gervase Clifton.

### Jaren 1630
In 1631 kwam Hobbes opnieuw in dienst van de familie Cavendish. Hij werd de tutor van de zoon van zijn vroegere pupil, William Cavendish, de toekomstige derde graaf van Devonshire. In de zeven jaar tussen 1631 en 1638 was Hobbes niet alleen actief als tutor, maar breidde hij ook zijn eigen kennis van de filosofie uit. Hij kreeg belangstelling voor de belangrijkste filosofische debatten. In 1636 bezocht hij Florence, waar hij contact had met Galilei. Vermoedelijk raakte hij daar bekend met de traagheidswet van Galilei. Hij raakte ervan overtuigd dat constante beweging de natuurlijke staat van alle dingen is. Later was hij deelnemer aan filosofische discussiegroepen in Parijs. Deze werden veelal georganiseerd door Marin Mersenne. Vanaf 1637 beschouwde Hobbes zichzelf als filosoof en wetenschapper.

### Franse jaren
Het verloop van de Engelse Burgeroorlog maakte grote indruk op Hobbes en zou een belangrijk effect hebben op zijn politieke filosofie. Het betekende ook dat hij, als koningsgezinde, uit Engeland moest vluchten. Hobbes' belangrijkste politieke werken, De Cive en Leviathan, werden in deze periode geschreven. Hij schreef ook een commentaar op René Descartes' Meditaties (de derde reeks van bezwaren); de antwoorden van Descartes waren de felste van alle reacties die deze tot de commentatoren van het werk richtte.

### Terugkeer naar Engeland
In 1651 kon Hobbes terugkeren naar Engeland. Er ontstond een discussie met John Bramhall. Bramhall verdedigde daarbij het bestaan van de menselijke vrije wil,  waarvan Hobbes het bestaan ontkende. Tussen John Wallis en Hobbes ontstond een meningsverschil over de kwadratuur van de cirkel, toen Hobbes probeerde deze te bewijzen.

### Laatste jaren
De koning speelde een belangrijke rol in de bescherming van Hobbes toen het Britse Lagerhuis in 1666 een wetsontwerp indiende dat atheïsme en goddeloosheid strafbaar maakte. In datzelfde jaar, op 17 oktober, werd bevolen dat de commissie die werd opgedragen deze wet te behandelen "moest worden gemachtigd om informatie te ontvangen aangaande zulke boeken als die neigen tot atheïsme, blasfemie en goddeloosheid ... in het bijzonder ... het boek van Mr. Hobbes dat de Leviathan wordt genoemd." Hobbes was doodsbang bij het vooruitzicht om te worden bestempeld als een ketter; hij verbrandde zelfs enige van zijn compromitterende artikelen. Op hetzelfde moment onderzocht hij de werkelijke stand van de wetten aangaande ketterij. De resultaten van dit onderzoek werden in drie korte dialogen aangekondigd, die in 1668 als een bijlage aan zijn Latijnse vertaling van de Leviathan werden toegevoegd. Dit laatste werk werd in Amsterdam gepubliceerd. In deze appendix probeerde Hobbes aan te tonen, dat aangezien het "High Court of Commission" was opgeheven, er geen enkel gerecht van ketterij bestond waaraan hij verantwoording diende af te leggen. Ook kon niets ketterij zijn, behalve verwerping van de geloofsbelijdenis van Nicea, wat de Leviathan volgens Hobbes niet deed.
Het enige gevolg van de nieuwe wet was dat het Hobbes werd verboden in Engeland te publiceren over onderwerpen met betrekking tot het menselijk gedrag. De 1668-editie van zijn werken werd in Amsterdam gedrukt, omdat hij geen toestemming van de censor kon verkrijgen voor publicatie in Engeland. Andere geschriften werden pas na zijn dood openbaar gemaakt. Daaronder de Behemoth: the History of the Causes of the Civil Wars of England and of the Counsels and Artifices by which they were carried on from the year 1640 to the year 1662. Gedurende enige tijd was het Hobbes zelfs niet toegestaan om te reageren, ongeacht wat zijn vijanden over hem zeiden. Ondanks deze beperkingen was zijn reputatie in het buitenland formidabel. Engeland bezoekende adellijke heren en wetenschappers vergaten nooit om de benodigde eer aan de oude filosoof te bewijzen.
Zijn laatste werken waren een merkwaardige combinatie: in 1672 verscheen een autobiografie in Latijnse verzen en een vertaling van vier boeken van de Odyssee in "krachtig" Engels rijm. Dit begin voltooide Hobbes in de jaren daarna, toen hij een volledige vertaling van zowel de Ilias als de Odyssee publiceerde.
In oktober 1679 werd Hobbes (intussen over de 90) getroffen door een blaasaandoening. Kort daarna kreeg hij een beroerte, aan de gevolgen waarvan hij op 4 december 1679 overleed. Zijn laatste woorden zouden "Een grote sprong in het duister" zijn geweest. Hobbes werd begraven in de St. Johannes de Doper-kerk in Ault Hucknall in het graafschap Derbyshire.

## Werk

### Filosofie
Hobbes ontkende het bestaan van een niet-materiële werkelijkheid. Hij kwam tot deze gedachte doordat hij zeer sterk onder de indruk was van de wetmatigheden in de materiële wereld. Alles wat bestaat, is dus materieel-stoffelijk. Met deze stelling grijpt hij terug op het oude atomisme van Democritus en Epicurus.
Hij zocht op alle terreinen van het leven mechanische oorzaken om gevolgen vast te stellen. Hierbij hoorde ook het menselijk leven. Dat was ook volkomen materialistisch, mechanisch en deterministisch. De mens heeft geen onstoffelijke ziel of geest.

#### Politieke filosofie

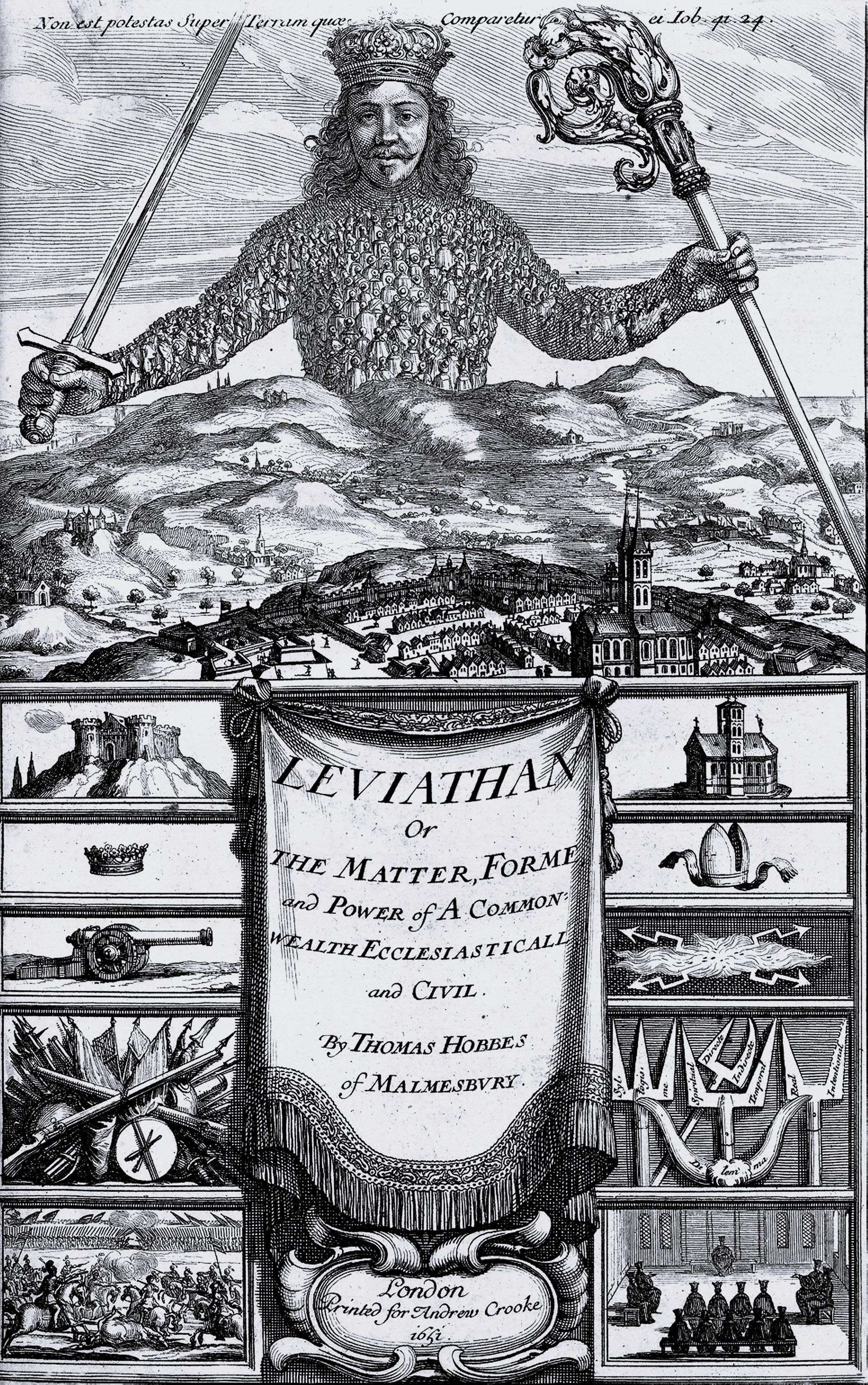
Voorblad van het boek Leviathan van Thomas Hobbes door Abraham Bosse

Hobbes gaat uit van een denkbeeldige natuurtoestand (status hominum naturalis). Dit is een situatie waarin iedereen totaal vrij is omdat er geen interferentie van wetten is, maar waar de mens elke dag de dood vreest. Het is, zoals Hobbes in zijn werk De Cive zegt, een toestand van oorlog van allen tegen allen (een bellum omnium in omnes). Daarbij geldt: homo homini lupus est (Latijn: 'de mens is voor een ander mens een wolf').
Door geweld toe te passen kunnen mensen zich verrijken zonder zelf arbeid te hoeven verrichten. Mensen lopen dus altijd het gevaar dat anderen zich met geweld meester maken van hun producten, of dat anderen ze tot slaaf maken of zelfs doden. Door zelf sterker te zijn dan vijanden kan dat gevaar worden afgewend. Maar volgens Hobbes ontlopen mensen elkaar weinig in fysieke kracht, en ook zwakken zijn door list en bedrog in staat om van een sterkere te winnen. Vervolgens heeft men in de natuurtoestand relatief dezelfde vermogens en verlangens ("wedijver voor winst, wantrouwen voor veiligheid en trots voor reputatie"). Zo ontstaat vanuit de menselijke natuur een ononderbroken oorlog van allen tegen allen.
Hobbes staat bekend als een navolger van René Descartes. In een natuurstaat handelen mensen als machines, waarbij zij gedreven worden door aversie om te sterven en begeerte om te leven. Deze twee mechanismen leiden ertoe dat mensen puur uit eigen belang handelen. Zij worden gedreven door egoïstische beweegredenen.
Deze toestand wordt beëindigd doordat de mens streeft naar zelfbehoud. Hobbes meende dat mensen uit zelfbehoud bereid zijn om af te zien van het recht op gebruik van geweld, mits de anderen dit ook doen. Vrede en veiligheid worden daardoor gewaarborgd. Dit wordt ook wel het 'prisoner's dilemma' genoemd. Het is een dilemma waar mensen in eerste instantie hun eigen 'zelfbehoud' ondergraven door puur op egoïstische gronden te handelen. Zij kunnen pas ontsnappen aan 'zelf-destructie' door samen te werken en bepaalde vrijheden op te geven. De enige manier waarop mensen gelijktijdig afstand kunnen doen van geweldsmiddelen is door deze, door middel van een sociaal contract, over te dragen aan een superieure macht. Hobbes noemt die macht Leviathan: de soeverein, die voor ieders bestwil heerst over de burgers. Hobbes heeft een voorkeur voor de monarchie als staatsvorm, in dit geval een autoritaire staat die wordt geregeerd door een persoon die in eerste instantie door de burgers is gekozen. Wanneer de vorst regeert kan deze niet meer afgezet worden, tenminste zolang hij of zij deze burgers bescherming kan bieden; bescherming van natuurtoestand-achtige taferelen (burgeroorlog etc.) maakt namelijk dat burgers de plicht hebben om te gehoorzamen. De Leviathan is autoritair of absoluut te noemen omdat er geen sprake is van machtenscheiding (trias politica) en limited government: de vorst is zowel de wetgevende als de uitvoerende macht waarbij checks and balances ontbreken om machtsevenwicht en een beperking op de staatsmacht te bereiken. Tenslotte is volgens Hobbes vorstelijk geweld gerechtvaardigd, al moet dit wel het algemeen belang dienen - de bescherming van burgers. Mensen hebben immers altijd de neiging tot zelfbehoud, en hebben slechts de verplichting te gehoorzamen zolang de soeverein lijf en leden kan beschermen.
Hobbes' gedachte "Covenants without the sword are but words, and of no strength to secure a man at all", vat zijn filosofie kernachtig samen. Zijn meesterwerk is Leviathan, uitgegeven in 1651.
Er bestaat ook kritiek op de theorie van Hobbes:
- De toestand die Hobbes beschrijft, vindt in de praktijk zelden plaats. Staten ontstaan meestal niet op basis van een vrijwillige overdracht van de wapens aan de soeverein, maar juist door oorlog en onderwerping.
- Is het wel zo dat de vrees voor de dood het zwaarst doorweegt?
- Ook vorsten en regeringen kunnen besluiten hun onderdanen te onderdrukken. De oplossing van Hobbes biedt dus geen garantie voor vrede en veiligheid. ("Power tends to corrupt, and absolute power corrupts absolutely."[13])
- Als de redenering van Hobbes juist is, dan zou dat uiteindelijk moeten leiden tot het instellen van één wereldregering door de staten. Zo ver is het nog niet gekomen (hoewel de VN door sommige Hobbesianen als een poging daartoe wordt gezien).

### Ethiek en antropologie
Het werk van Hobbes markeerde in de ethiek de overgang naar het begin van een seculier optimisme. Dat houdt in dat men geen God of kerk nodig heeft om een zin in het leven te ontdekken.
Veel van de ethische theorieën in de eeuwen na Hobbes zijn een reactie op zijn werk. Ofwel een bevestiging en aanpassingen, ofwel een scherpe kritiek.
Hij is zowel bekend geworden door zijn systeem van persoonlijke ethiek, ofwel egoïsme, als door zijn sociale ethiek.
Zijn persoonlijke ethiek is gebaseerd op de natuur van de mens. Volgens Hobbes was zijn taak om de mens op te delen in verschillende delen en de relatie tussen die delen te onderzoeken. Zijn mensbeeld is gebaseerd op empirische observaties. Hij zag de mens als een kleine, geïsoleerde, individuele machine. Een mens bestaat uit zowel interne als uitwendige bewegingen. Externe bewegingen worden afgeleid van de interne. Deze interne bewegingen veroorzaken twee typen van streven, namelijk afkeer en aantrekkingskracht of verlangen. Zijn definitie van wat goed is, komt hieruit voort. Het object van verlangen is goed, en het object van afkeer is slecht.
Hobbes kan geen hedonist genoemd worden, omdat hij genot niet ziet als het goed zelf, maar genot slechts verbindt met het goede.
Op deze manier geeft hij dus een egoïstische definitie van het goede. 'Goed' wordt gedefinieerd in termen van wat goed is voor het belang van het individu. Het goede is hierbij slechts relatief zolang er nog geen staatsmacht bestaat; bestaat die wel, dan is deze de maatstaf van goed en kwaad en ontstaat zo een algemene standaard. Deze kwestie is overigens gecompliceerd omdat Hobbes ook spreekt over natuurwetten die bepalend zijn voor het menselijk handelen; daaruit blijkt echter dat het weliswaar gaat om een universeel patroon, maar dit geen verband houdt met de moraal (vgl. Hobbes' opvatting over natuurwetten).

### Theologie
Hoewel er volgens Hobbes slechts materie bestaat, speelt God een belangrijke rol in zijn filosofie. Het is onmogelijk om na te gaan wat Hobbes werkelijk dacht, maar zijn geschriften (waarop men zich moet baseren) zijn duidelijk.
Hobbes stelt dat datgene wat men zich voorstelt, steeds eindig is, zodat men zich geen voorstelling kan maken van God. Daarom geldt: "[...] The name of God is used, not to make us conceive Him (for He is incomprehensible, and His greatness and power are unconceivable), but that we may honour Him." ("Gods naam wordt niet gebruikt opdat we ons hem kunnen voorstellen (hij is immers onbevattelijk en zijn grootsheid en macht zijn onvoorstelbaar), maar opdat we hem kunnen eren.") (Leviathan, hoofdstuk 6.)
Wel geeft hij in hoofdstuk 5 aan dat woorden waarbij men zich niets voorstelt absurd en zonder betekenis zijn. Hierbij geeft hij als voorbeelden onder andere een ronde vierhoek ('a round quadrangle'), onstoffelijke substanties ('immaterial substances') (er zijn wel substanties, maar geen onstoffelijke) en een vrije wil ('a free will'). Strikt genomen kan men hieruit afleiden dat het woord 'God' volgens Hobbes dan ook absurd en zonder betekenis moet zijn, maar datgene wat hierboven is genoemd (wat hij dus pas ná deze passage zelf aanvoert, namelijk in hoofdstuk 6) biedt een uitweg: hij geeft juist aan dat het in het geval van God niet gaat om een voorstelling.
Hobbes legt weliswaar de nadruk op gehoorzaamheid aan de soeverein, maar geeft ook aan wat noodzakelijk is om in de hemel te komen, waarbij het geloof in Christus bepalend is (hoofdstuk 43).

## Tegenstanders

### John Bramhall
Hobbes richtte zich in de eerste helft van de jaren vijftig op om zijn fundamentele verhandeling over zijn filosofische systeem af te ronden. Hij werkte zo gestaag dat zijn De Corpore in 1654 voor het eerst gedrukt kon worden. In hetzelfde jaar verscheen van de hand van bisschop John Bramhall ook een korte verhandeling, Of Liberty and Necessity; deze was gericht aan Hobbes. Bramhall, een overtuigd Arminiaan, had Hobbes meerdere keren ontmoet en met hem gediscussieerd. Daarna had hij zijn visie op papier gezet en deze privé naar Hobbes gestuurd ter beantwoording. Dit deed Hobbes inderdaad, maar zijn antwoorden waren niet voor publicatie bestemd. Een Franse kennis van Hobbes maakte echter een kopie van deze reactie en publiceerde deze vergezeld door "een extravagant lovend epistel". Bramhall sloeg in 1655 terug, toen hij alle correspondentie tussen Hobbes en hemzelf liet afdrukken onder de titel A Defence of the True Liberty of Human Actions from Antecedent or Extrinsic Necessity. In 1656 was Hobbes klaar met zijn The Questions concerning Liberty, Necessity and Chance, waarin hij de bisschop "met verbazingwekkende kracht" van repliek diende. Als misschien wel de eerste duidelijke uiteenzetting van de psychologische leer van het determinisme waren deze twee publicaties van Hobbes belangrijk in de geschiedenis van de vrije wil-controverse. De bisschop deed in 1658 een tegenaanval in zijn Castigations of Mr Hobbes's Animadversions. In dit werk had Bramhall ook een omvangrijke appendix opgenomen met de titel 'The Catching of Leviathan the Great Whale.

### John Wallis
Naast zijn controverse met Bramhall, raakte Hobbes vanaf de publicatie van zijn De corpore in 1655 betrokken bij een reeks van conflicten. In zijn Leviathan had Hobbes het systeem van de oude universiteiten aangevallen. Omdat Hobbes klaarblijkelijk een tegenstander was van de bestaande academische instellingen en omdat De Corpore niet alleen tendentieuze opvattingen over de wiskunde bevatte, maar ook een fout bewijs van de kwadratuur van de cirkel, werd Hobbes een doelwit voor polemieken. John Wallis was niet zijn eerste wiskundige opponent, maar wel de meest vasthoudende. De resulterende controverse bleef tot ver in de jaren 1670 duren.

### Atheïsme
Hobbes is ervan beschuldigd een atheïst te zijn. Bramhall beschuldigde hem ervan dat zijn leer tot atheïsme kon leiden. Dit was een belangrijke beschuldiging, en Hobbes zelf schreef, in zijn antwoord op Bramhalls "the catching of the Leviathan" dat "atheïsme, goddeloosheid en soortgelijke woorden van het grootst mogelijke smaadgehalte zijn". Hobbes verdedigde zich altijd tegen dergelijke beschuldigingen.
In meer recente tijden ook hebben Hobbes religieuze opvattingen de aandacht getrokken van geleerden zoals Richard Tuck en J.G.A. Pocock, maar er is nog steeds wijdverbreide onenigheid over de exacte betekenis van Hobbes' ongebruikelijke visie op religie.
Martinich heeft in 1995 opgemerkt dat in Hobbes' tijd de term "atheïst" vaak werd toegepast op mensen die in God geloven, maar niet in de goddelijke voorzienigheid, of aan mensen die weliswaar in God geloofden, maar ook in andere zaken die daar volgens de officiële godsdienst mee in strijd waren. Martinich zegt dat dit "soort discrepanties er in de vroegmoderne tijd toe hebben geleid dat er veel onduidelijkheid was wie nu wel en wie geen atheïst was" . In deze uitgebreide vroege moderne betekenis van het woord van atheïsme, nam Hobbes inderdaad posities die sterk in strijd waren met kerkelijke leer van zijn tijd. Hobbes heeft bijvoorbeeld herhaaldelijk betoogd dat er geen onstoffelijke substanties bestaan en dat alle dingen, met inbegrip van menselijke gedachten, en ook God zelf, de Hemel en de Hel uit stoffelijke materie in beweging bestaat. Hij betoogde dat "hoewel het Schrift het bestaan van geesten erkent, er nergens staat dat deze onstoffelijk en daardoor zonder dimensies en kwantiteit zijn.". In deze stellingname beweerde Hobbes Tertullianus te volgen, wier standpunten niet door de geloofsbelijdenis van Nicea werden veroordeeld. Hiermee gaf Hobbes dus aan geen atheïst te zijn, ook niet in de breedste zin des woords. Hij was, net als overigens Locke van mening dat de ware openbaring nooit in strijd kan zijn met de menselijke rede en ervaring, hoewel hij ook beargumenteert dat mensen openbaringen en haar interpretaties moesten aanvaarden, ook omdat zij de bevelen van hun soeverein moeten aanvaarden, dit om oorlog te vermijden.

## Werken
- Eight Books of the Peloponnesian Warre Written by Thucydides … Interpreted (vertaling en interpretatie van de Peloponnesische Oorlog van Thucydides, 1629)
- A Briefe of the Art of Rhetorique (1637)
- The Elements of Law, Natural and Politic (1640)
- Objectiones tertiae ad Cartesii Meditationes, in Descartes, Meditationes de prima philosophia, (1641)
- De Motu, Loco et Tempore (eerste uitgave in 1973 onder de titel Thomas White's De Mundo Examined)
- Of Libertie and Necessitie, (1654)
- Elementa Philosophiae (trilogie)
  - De Corpore (1655)
  - De homine (1658)
  - De Cive (1642)
- Leviathan or The Matter, Forme and Power of a Common Wealth Ecclesiasticall and Civil (1651 Engelse uitgave, 1670 geredigeerde Latijnse uitgave)
- Quadratura circuli, cubatio spherae, duplicatio cubi (1669)
- A Dialogue between a Philosopher and a Student of the Common Laws of England (1681)
- Behemoth: the History of the Causes of the Civil Wars of England and of the Counsels and Artifices by which they were carried on from the year 1640 to the year 1662 (voltooid in 1668, maar op wens van Karel II niet uitgegeven; in 1681 postuum verschenen)
- Le corps politique ou les elements de la loy morale et civile. Avec des reflexions sur la loy de nature, sur les serments, les pacts, & les diuerses fortes de gouuernements; leurs changemens, & leurs reuolotions. Traduit d'anglois en francois par un de s n.O., (1652)

### Werken van Hobbes
Complete edities
- Thomae Hobbes Malmesburiensis Opera Philosophica quae Latina Scripsit, Studio et labore Gulielmi Molesworth, (Londini, 1839–1845). 5 delen. Herdruk: Aalen, 1966 (= OL).
  - Deel I. Elementorum Philosophiae I: De Corpore
  - Deel II. Elementorum Philosophiae II en III: De Homine en De Cive
  - Deel III. Latijnse versie van Leviathan.
  - Deel IV. Werken op het gebied van de wiskunde, meetkunde en de natuurfilosofie.
  - Deel V. Verschillende korte werken.
- The English Works of Thomas Hobbes of Malmesbury; Now First Collected and Edited by Sir William Molesworth, Bart., (London: Bohn, 1839–45). 11 delen. Herdruk London, 1939-–; herdruk: Aalen, 1966 (= EW).
  - Deel 1. De Corpore, uit het Latijn in het Engels vertaald.
  - Deel 2. De Cive.
  - Deel 3. De Leviathan
  - Deel 4.
    - TRIPOS ; in drie verhandelingen:
      - I. Human Nature, or the Fundamental Elements of Policy
      - II. De Corpore Politico, or the Elements of Law
      - III. Of Liberty and Necessity

    - Een antwoord of bisschops Bramhalls boek, "The Catching of the Leviathan"
    - A Historic Narration concerning Heresy, and the Punishment thereof Considerations upon the Reputation, Loyalty, Manners, and Religion door Thomas Hobbes
    - Antwoord op Sir William Davenant's voorwoord in "Gondibert"
    - Brief aan de Right Honourable Edward Howard

  - Deel 5. The Questions concerning Liberty, Necessity and Chance, clearly stated and debated between Dr Bramhall Bishop of Derry and Thomas Hobbes of Malmesbury.
  - Deel 6.
    - A Dialogue Between a Philosopher & a Student of the Common Laws of England
    - A Dialogue of the Common Law
    - Behemoth: the History of the Causes of the Civil Wars of England, and of the Counsels and Artifices By Which They Were Carried On From the Year 1640 to the Year 1660
    - The Whole Art of Rhetoric (Hobbes' vertaling van zijn eigen Latijnse samenvatting van Aristoteles' Retorica, in 1637 gepubliceerd onder de titel A Briefe of the Art of Rhetorique)
    - The Art of Rhetoric Plainly Set Forth. With Pertinent Examples For the More Easy Understanding and Practice of the Same (dit werk is niet van Hobbes maar van Dudley Fenner, The Artes of Logike and Rethorike, 1584)
    - The Art of Sophistry

  - Deel 7.
    - Zeven filosofische problemen
    - Decameron Physiologicum
    - Verhouding van een rechte lijn tot de helft van de hoek van een kwadrant
    - Zes lessen voor de Saviliaanse professoren in de wiskunde
    - ΣΤΙΓΜΑΙ, blijken van de absurde meetkunde etc. van Dr. Wallis
    - Deel van een brief van Henry Stubbe
    - Drie brieven gepresenteerd aan de Royal Society tegen Dr. Wallis
    - Overwegingen bij het antwoord aan Dr. Wallis
    - Brieven en andere stukken

  - Deel 8 en 9. De Peloponnesische Oorlog door Thucydides, door Hobbes in het Engels vertaald
  - Deel 10. De Ilias en de Odyssee, door Hobbes in het Engels vertaald
  - Deel 11. Index.

## Voetnoten
1. ↑  Hobbes: Moral and Political Philosophy. Gearchiveerd op 1 november 2021.
2. ↑  Sommigen beschouwen Hobbes als de wegbereider van het verlicht absolutisme. zie Noack, Paul, Was ist Politik?, München, Droemer Knaur, 1973. blz. 41: "Dieses Ziel vor Augen, ist Hobbes zum Begründer des aufgeklärten Absolutismus geworden."
3. ↑  Pierre Manent, An Intellectual History of Liberalism (1994), blz. 20-38
4. 1 2  Thomas Hobbes Biography. Notablebiographies.com. Gearchiveerd op 1 mei 2021.
5. ↑  http://www.jstor.org/pss/3791051
6. ↑  Philosophy at Hertford College. Philosophy.hertford.ox.ac.uk. Gearchiveerd op 4 maart 2021.
7. ↑  Thomas Hobbes – Hertford College. Hertford.ox.ac.uk. Gearchiveerd op 13 januari 2009.
8. ↑  Hobbes biography. Groups.dcs.st-and.ac.uk. Gearchiveerd op 22 oktober 2019.
9. ↑  Philipp Ball, Critical mass, how one things leads to another, Arrow Books, Londen, 2005, ISBN 978-0-09-945786-2, blz. 16
10. ↑  House of Commons Journal Volume 8. British History Online. Gearchiveerd op 4 mei 2007. Geraadpleegd op 21 november 2013.
11. ↑  Norman Davies, Europe: a history, blz. 687
12. ↑  Hobbes, Thomas (2020). Leviathan. Uitgeverij Boom, p. 97. ISBN 9789024441006.
13. ↑  (en) Acton, Lord (1907). Historical Essays and Studies. Macmillan, p. 504.
14. ↑  blz. 282 van Molesworths editie.
15. ↑  Human Nature I.XI.5.
16. ↑  Leviathan III.xxxii.2 . ..we are not to renounce our Senses, and Experience; nor (that which is undoubted Word of God) our naturall Reason"

- Bibsys: 90112326
- Biblioteca Nacional de Chile: 000235881
- Biblioteca Nacional de España: XX856588
- Bibliothèque nationale de France: cb11907586g (data)
- Catàleg d'autoritats de noms i títols de Catalunya: 981058521715306706
- CiNii: DA00019916
- Digitale Bibliotheek voor de Nederlandse Letteren: hobb001
- Gemeinsame Normdatei: 118551698
- International Standard Name Identifier: 0000 0001 2134 7861
- Library of Congress Control Number: n79059190
- Nationale Bibliotheek van Letland: 000002575
- Bibliotheek van het Japanse parlement: 00443458
- Nationale Bibliotheek van Tsjechië: jn20000700723
- Nationale bibliotheek van Australië: 35198644
- Nationale Bibliotheek van Israël: 987007262636605171
- Nationale Bibliotheek van Polen: a0000001179303
- Nationale en Universitaire bibliotheek Zagreb: 000012656
- Nederlandse Thesaurus van Auteursnamen: 068469063
- Réseau des bibliothèques de Suisse occidentale: 02-A000080708
- Russische Staatsbibliotheek: 000083096
- Istituto Centrale per il Catalogo Unico: CFIV043510
- LIBRIS: 209273
- SNAC: w6q23zcp
- Système universitaire de documentation: 026922932
- Trove: 861416
- Virtual International Authority File: 59083895
- WorldCat: E39PBJpDHXrRphGtCF97vbJxDq